# Eleições presidenciais do Brasil em Minas Gerais
A seguir está uma tabela das eleições presidenciais do Brasil em Minas Gerais, ordenadas por ano, contando-se desde as eleições de 1945.
Minas Gerais é o quarto estado com a maior área territorial e o segundo em quantidade de habitantes. Com características socioeconômicas diversificadas, como um microcosmo do país, e representando 10% do eleitorado, Minas Gerais é comumente considerado o principal estado-pêndulo do Brasil, em analogia com o sistema de colégio eleitoral usado na política dos Estados Unidos.
Os vencedores do estado estão em negrito.

## Partidos com mais vitórias
| Partido | Vitórias | Eleições                      |
| ------- | -------- | ----------------------------- |
| PT      | 5        | 2002, 2006, 2010, 2014 e 2022 |
| PSD     | 2        | 1945 e 1955                   |
| PSDB    | 2        | 1994 e 1998                   |
| UDN     | 1        | 1950                          |
| PTN     | 1        | 1960                          |
| PRN     | 1        | 1989                          |
| PSL     | 1        | 2018                          |

## Eleições de 1945 até hoje
|  | Mesmo vencedor nacional        |
|  | Vencedor diferente do nacional |

### Nova República (1985–presente)
| Ano  | Turno | Vencedor          | Part. | Votos     | %     | Segundo lugar   | Part. | Votos     | %     | Terceiro lugar    | Part. | Votos     | %     | Ref    |
| ---- | ----- | ----------------- | ----- | --------- | ----- | --------------- | ----- | --------- | ----- | ----------------- | ----- | --------- | ----- | ------ |
| 2022 | 1.º   | Lula da Silva     | PT    | 5 802 571 | 48,29 | Jair Bolsonaro  | PL    | 5 239 264 | 43,60 | Simone Tebet      | MDB   | 500 658   | 4,17  | [ 3 ]  |
| 2022 | 2.º   | Lula da Silva     | PT    | 6 190 960 | 50,20 | Jair Bolsonaro  | PL    | 6 141 310 | 49,80 | -                 | -     | -         | -     | [ 3 ]  |
| 2018 | 1.º   | Jair Bolsonaro    | PSL   | 5 308 047 | 48,31 | Fernando Haddad | PT    | 3 037 957 | 27,65 | Ciro Gomes        | PDT   | 1 278 819 | 11,64 | [ 4 ]  |
| 2018 | 2.º   | Jair Bolsonaro    | PSL   | 6 100 196 | 58,19 | Fernando Haddad | PT    | 4 383 099 | 41,81 | -                 | -     | -         | -     | [ 4 ]  |
| 2014 | 1.º   | Dilma Rousseff    | PT    | 4 829 513 | 43,48 | Aécio Neves     | PSDB  | 4 414 452 | 39,75 | Marina Silva      | PSB   | 1 554 511 | 14,00 | [ 5 ]  |
| 2014 | 2.º   | Dilma Rousseff    | PT    | 5 979 422 | 52,41 | Aécio Neves     | PSDB  | 5 428 821 | 47,59 | -                 | -     | -         | -     | [ 5 ]  |
| 2010 | 1.º   | Dilma Rousseff    | PT    | 5 067 399 | 43,76 | José Serra      | PSDB  | 3 317 872 | 22,53 | Marina Silva      | PV    | 2 291 502 | 31,52 | [ 6 ]  |
| 2010 | 2.º   | Dilma Rousseff    | PT    | 6.220.125 | 58,45 | José Serra      | PSDB  | 4.422.294 | 41,55 | -                 | -     | -         | -     | [ 6 ]  |
| 2006 | 1.º   | Lula da Silva     | PT    | 5.192.439 | 50,80 | Geraldo Alckmin | PSDB  | 4.151.507 | 40,61 | Heloísa Helena    | PSOL  | 579.920   | 5,67  | [ 7 ]  |
| 2006 | 2.º   | Lula da Silva     | PT    | 6.808.417 | 65,19 | Geraldo Alckmin | PSDB  | 3.635.228 | 34,80 | -                 | -     | -         | -     | [ 7 ]  |
| 2002 | 1.º   | Lula da Silva     | PT    | 4 990 085 | 53.01 | José Serra      | PSDB  | 2 151 597 | 22.85 | Anthony Garotinho | PSB   | 1,359,073 | 14.43 | [ 8 ]  |
| 2002 | 2.º   | Lula da Silva     | PT    | 6 384 690 | 66.44 | José Serra      | PSDB  | 3 223 960 | 33.55 | -                 | -     | -         | -     | [ 8 ]  |
| 1998 | 1.º   | Fernando Henrique | PSDB  | 4.225.240 | 55,67 | Lula da Silva   | PT    | 2.129.100 | 28,05 | Ciro Gomes        | PPS   | 883.377   | 11,64 | [ 9 ]  |
| 1994 | 1.º   | Fernando Henrique | PSDB  | 4 536 780 | 64,82 | Lula da Silva   | PT    | 1 532 740 | 21,90 | Enéas Carneiro    | PRONA | 478.926   | 6,84  | [ 10 ] |
| 1989 | 1.º   | Fernando Collor   | PRN   | 2 801 422 | 36,12 | Lula da Silva   | PT    | 1 792 789 | 23,11 | Leonel Brizola    | PDT   | 418 935   | 5,40  | [ 11 ] |
| 1989 | 2.º   | Fernando Collor   | PRN   | 4 186 658 | 55,51 | Lula da Silva   | PT    | 3 355 125 | 44,49 | -                 | -     | -         | -     | [ 11 ] |

### República Populista (1945–1964)
| Ano  | Turno | Vencedor             | Part. | Votos   | %     | Segundo lugar | Part. | Votos   | %     | Terceiro lugar    | Part | Votos   | %     | Ref.   |
| ---- | ----- | -------------------- | ----- | ------- | ----- | ------------- | ----- | ------- | ----- | ----------------- | ---- | ------- | ----- | ------ |
| 1960 | único | Jânio Quadros        | PTN   | 692.044 | 44,50 | Teixeira Lott | PSD   | 679.951 | 43,70 | Ademar de Barros  | PSP  | 183.599 | 11,80 | [ 12 ] |
| 1955 | único | Juscelino Kubitschek | PSD   | 713 113 | 58,35 | Juarez Távora | UDN   | 283 567 | 23,20 | Ademar de Barros  | PSP  | 147 112 | 12,03 | [ 13 ] |
| 1950 | único | Getúlio Vargas       | PTB   | 418 194 | 32,90 | Eduardo Gomes | UDN   | 441 690 | 34,80 | Cristiano Machado | PSD  | 409 402 | 32,20 | [ 14 ] |
| 1945 | único | Eurico Dutra         | PSD   | 478.503 | 57,30 | Eduardo Gomes | UDN   | 339.463 | 40,70 | Iedo Fiúza        | PCB  | 16.699  | 2,00  | [ 15 ] |